# What'd I Say (album)
What'd I Say è un album in studio di Ray Charles pubblicato nel 1959. Raggiunse la ventesima posizione della Pop Albums Chart di Billboard nel 1962 grazie anche al singolo omonimo che fece vincere all'artista il suo primo disco d'oro.

## Tracce
1. What'd I Say Parts 1 & 2
2. Jumpin' in the Morning
3. You Be My Baby
4. Tell Me How Do You Feel
5. What Kind of Man Are You (w/Mary Ann Fisher)
6. Rockhouse Parts 1 & 2
7. Roll with My Baby
8. Tell All the World About You
9. My Bonnie
10. That's Enough